# Falcon Cars

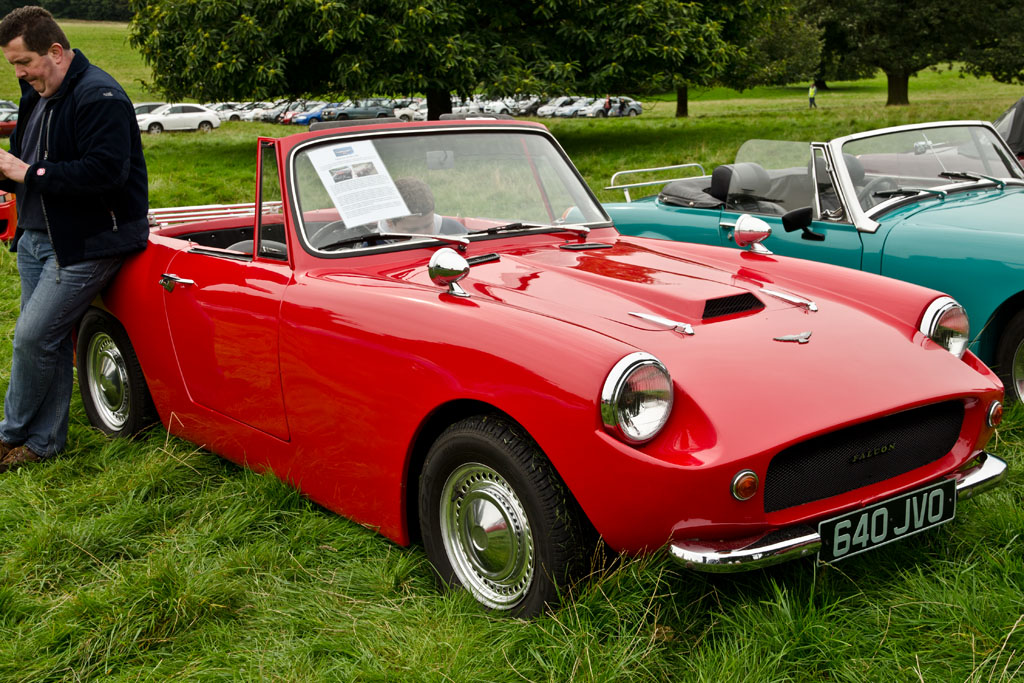
Offener Falcon Caribbean

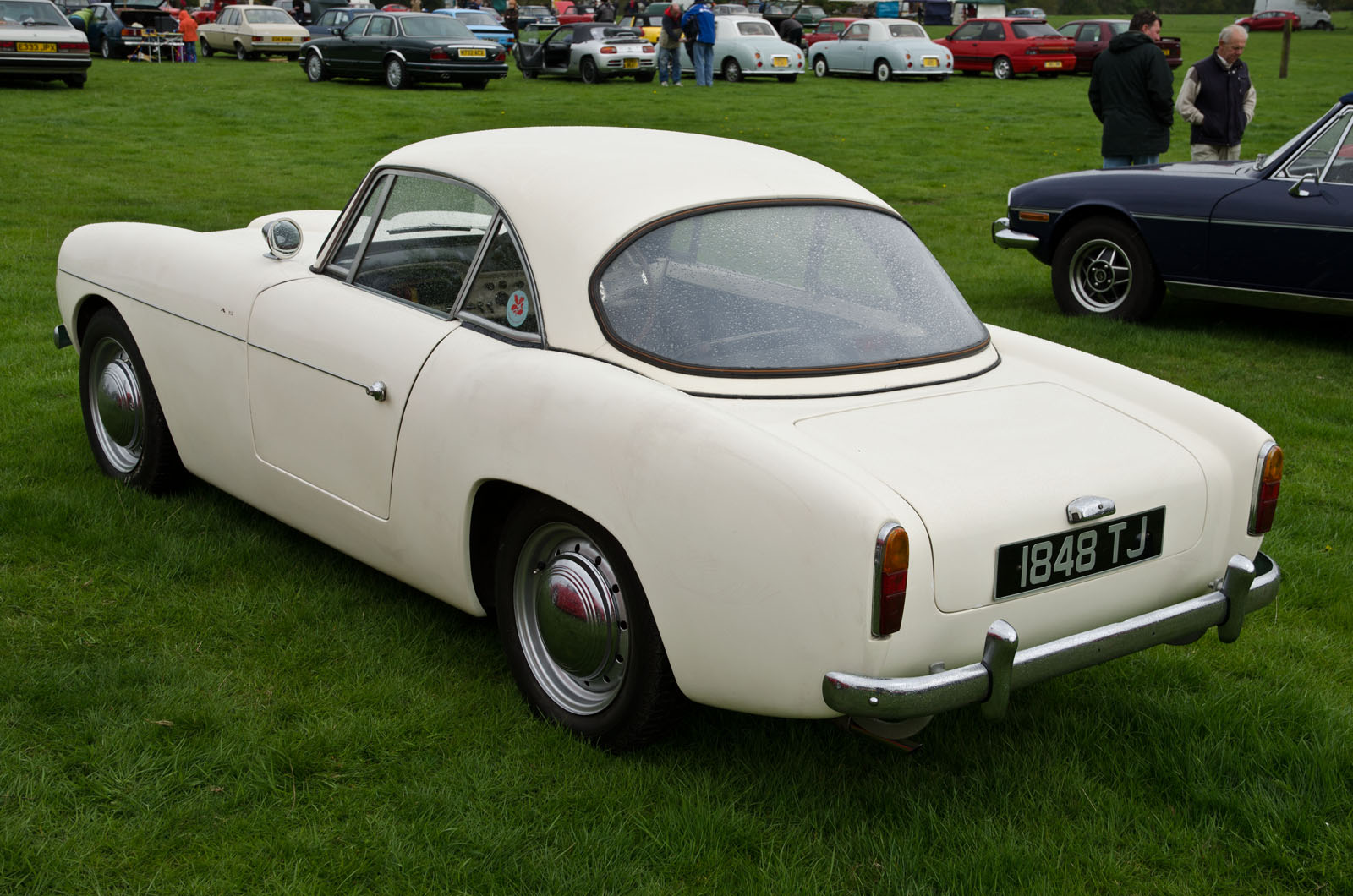
Falcon Caribbean als Coupé

Die Falcon Cars Ltd. war ein britischer Automobilhersteller in Hatfield (Hertfordshire).

## Unternehmensgeschichte
Peter Pellandine gründete 1957 Falcon Shells Ltd. in Waltham Abbey. Er war vorher Miteigentümer eines Herstellers von GFK-Karosserien namens Ashley Laminates. Die Markennamen lauteten Falcon sowie kurzzeitig Peregrine. Ab 1959 befand sich der Unternehmenssitz in Epping. 1961 wurde die Firma in Falcon Cars Ltd. umbenannt. 1962 verkaufte Pellandine das Unternehmen an Mike Moseley, der den Sitz nach Hatfield verlegte, während Pellandine nach Australien auswanderte. Seit diesem Jahr stellte Falcon neben Automobilen und Karosserien auch Bootsrümpfe und andere GFK-Produkte her. 1964 musste das Unternehmen wegen Einbruchs der Verkaufszahlen schließen. Insgesamt entstanden über 3000 Exemplare.
Ende der 1980er-Jahre kam ein Nachbau des Falcon Mk. 2 von Autotune als Autotune Gemini auf den Markt. Zwischen 1982 und 2002 verwendeten andere Unternehmen ebenfalls den Markennamen Falcon für ihre Fahrzeuge.

## Fahrzeuge

### Markenname Falcon
Pellandine hatte weiterhin die Rechte an den bei Ashley Laminates entwickelten Kit-Car-Karosserien Ashley 750 und Ashley Sports Racer. Daraus wurden die Modelle Falcon Mk. 1 auf Basis des Austin 7, dessen Karosserie dem Austin-Healey 100 ähnlich sah, und Falcon Mk. 2, dessen Form durch den Jaguar D-Type inspiriert war.
1958 erschien das erste komplette Fahrzeug der Firma, der Falcon Competition. Es hatte die Karosserie des Mk. 2 und den Motor des Ford Anglia 100E. Neben dem kompletten Kit Car war auf Wunsch auch nur die Karosserie erhältlich. 1959 erschien der Falcon Mk. 3. Der Wagen wurde später in Falcon Caribbean umbenannt und basierte auf dem Ford Ten. Es gab eine Coupé- und eine Cabrioletversion des von italienischem Design inspirierten Wagens. Bis 1963 wurde dieses Modell mehr als 2000-mal gebaut.
1961 kam der Falcon Bermuda heraus, eine 2+2-sitzige Version des Caribbean, von dem ca. 200 Exemplare entstanden. Entwickelt wurde auch der Falcon 1000, ein Coupé mit dem Motor des Ford Anglia 105E Cosworth. Der Wagen, der kleiner als der Caribbean war, wurde als Falcon Peregrine angeboten, aber letztlich nur in zwei Exemplaren gebaut. Mit einem davon erzielte Pellandine Rundenrekorde in Brands Hatch.
1963 stellte das Unternehmen den Falcon 515 vor. Das Coupé basierte auf dem Ford Cortina uns besaß dessen obengesteuerten Vierzylinder-Reihenmotor mit 1,5 l Hubraum, der, mit zwei SU-Vergasern bestückt, eine Leistung von 70 bhp (51 kW) bei 4700 min−1 abgab. Die Karosserie erinnerte an den Ferrari 400 Superamerica von 1960. Nur etwa 25 Exemplare entstanden bis 1964.

### Markenname Peregrine
1961 wurde ein Modell als Peregrine vermarktet. Ein Motor vom Ford Anglia trieb das Fahrzeug an. Zur Wahl standen offene und geschlossene Karosserien. Nur wenige Exemplare entstanden.

## Modelle
| Modell      | Bauzeitraum | Zylinder | Hubraum   | Leistung           | bei Drehzahl | Radstand     |
| ----------- | ----------- | -------- | --------- | ------------------ | ------------ | ------------ |
| Mark 1      | 1957        | 4 Reihe  | 747,5 cm³ |                    |              |              |
| Mark 2      | 1957        | 4 Reihe  |           |                    |              | 2108–2235 mm |
| Competition | 1958–?      | 4 Reihe  | 1172 cm³  | 36 bhp (26,5 kW)   | 4400 min−1   |              |
| Caribbean   | 1959–1963   | 4 Reihe  | 1198 cm³  | 48,5 bhp (35,6 kW) | 4800 min−1   | 2286 mm      |
| Bermuda     | 1961–1963   | 4 Reihe  | 1198 cm³  | 48,5 bhp (35,6 kW) | 4800 min−1   | 2286 mm      |
| Peregrine   | 1961–1962   | 4 Reihe  | 997 cm³   |                    |              |              |
| 515         | 1963–1964   | 4 Reihe  | 1498 cm³  | 70 bhp (51 kW)     | 4700 min−1   |              |